# Kadeisha Buchanan
Kadeisha Buchanan (Toronto, 5 de novembro de 1995) é uma futebolista canadense que atua como defensora.

## Carreira
Kadeisha Buchanan fez parte do elenco da Seleção Canadense de Futebol Feminino, nas Olimpíadas de 2016, no Rio de Janeiro. A equipe venceu a equipe brasileira por 2 a 1 na Arena Corinthians e garantiu o bronze para a seleção canadense.
Buchanan integrou a equipe canadense nos Jogos Olímpicos de Verão de 2020 de Tóquio, responsável por trazer a medalha de ouro pro Canadá na competição.